# Kyonemichthys rumengani
Kyonemichthys rumengani és una espècie de peix de la família dels singnàtids i de l'ordre dels singnatiformes.

## Morfologia
- Les femelles poden assolir 2,68 cm de longitud total.[4]

## Hàbitat
És un peix marí de clima tropical que viu entre 15-20 m de fondària.

## Distribució geogràfica
Es troba a Indonèsia.